# Ashwin Willemse
(Ashwin Willemse, intervista del 2007)
Ashwin Kennith Willemse (Caledon, 8 settembre 1981) è un ex rugbista a 15 sudafricano, tre quarti ala, già campione del mondo nel 2007 con gli Springbok.

## Biografia
Cresciuto nei sobborghi di Città del Capo in una famiglia povera, Willemse condusse un'adolescenza border-line: entrato in una gang criminale, fu dedito al consumo e allo spaccio di droga e fu coinvolto in scontri a fuoco.
A 16 anni tentò anche il suicidio, recuperato dal quale iniziò a staccarsi progressivamente dalla sua gang.
Da sempre appassionato di rugby, entrò a 18 anni nelle giovanili dei Boland Cavaliers e si mise in luce come uno dei migliori emergenti del panorama sportivo sudafricano, tanto da essere convocato per le selezioni nazionali giovanili e laurearsi campione del mondo Under-21 nel 2002.
Nel 2003 esordì in Nazionale maggiore in un test match contro la Scozia a Durban e, pochi mesi più tardi, con solo 5 incontri internazionali alle spalle, fu titolare nella Coppa del Mondo di rugby 2003 in Australia, in cui gli Springbok si fermarono ai quarti di finale.
Diversi infortuni lo tennero fuori dall'attività per i successivi tre anni in cui disputò meno di 10 partite in Super Rugby; tornato in Nazionale nel 2007 prese parte alla Coppa del Mondo in Francia, nel corso della quale tuttavia scese in campo solo nell'incontro con Tonga a Lens; dopo la vittoria sudafricana in Coppa si trasferì al Biarritz; tornato in Sudafrica agli inizi del 2009 per giocare il Super 14 di nuovo con i Lions, sua squadra prima del trasferimento, decise di chiudere la sua carriera a 28 anni nel marzo di quello stesso anno.
Dopo il ritiro ha intrapreso l'attività di commentatore sportivo e dall'ottobre 2010 è direttore delle relazioni esterne di Namakwa Diamonds, impresa diamantifera sudafricana.

## Palmarès
- Coppe del mondo: 1
Sudafrica: 2007